# Diëncephalon
Het diëncephalon of de tussenhersenen is het deel van de hersenen, dat zich middenin bevindt. Het ligt precies tussen het telencephalon en het mesencephalon. 
De thalamus, de hypothalamus, de hypofyse, de pijnappelklier (epifyse) en de derde ventrikel worden tot het diëncephalon gerekend.
Tijdens de embryonale ontwikkeling ontstaat het als uit het meest rostrale (naar voren liggende) hersenblaasje, het prosencephalon. De andere twee zijn het mesencephalon en het rhombencephalon. Het prosencephalon ontwikkelt verder tot het telencephalon, wat aanleiding zal geven tot de hersenschors, nucleus caudatus, putamen en vele andere structuren die vaak te herkennen zijn aan hun eerder perifere ligging in de hersenen en de typische C-vorming, en het effectieve diëncephalon, dat grotendeels overgroeid zal worden door het telencephalon.